# 阿尔科瓦
阿尔科瓦，是西班牙卡斯蒂利亚-拉曼恰雷阿尔城省的一个市镇。 总面积307平方公里，总人口803人（2001年），人口密度3人/平方公里。